# Fernando Veneranda
Fernando Veneranda, noto con il diminutivo Nando (Porto San Giorgio, 23 maggio 1941 – Porto San Giorgio, 1º marzo 2007), è stato un calciatore e allenatore di calcio italiano, di ruolo attaccante.

## Caratteristiche tecniche

### Allenatore
Schierava le sue squadre con la marcatura ad uomo, e l'atteggiamento tattico era sia difensivo che offensivo.

## Carriera

### Giocatore

Veneranda con la maglia del Matera

Iniziò la sua carriera nella Fiorentina, dove militò dal 1960 al 1962. Pur non disputando alcuna partita del campionato di Serie A, giocò invece una partita di Coppa delle Coppe ed alcune partite di Coppa Italia e di Coppa Mitropa. Con la Squadra gigliata vinse nel 1960-1961 una Coppa Italia una Coppa delle Coppe e una Coppa delle Alpi; perse la finale di Coppa delle Coppe 1961-1962. Successivamente passò al Prato e poi al Brescia, dove giocò in Serie A nel campionato 1965-1966 segnando una rete contro l'Atalanta.
In seguito si trasferì al Potenza, poi al Palermo (con cui ottenne una promozione in Serie A), in seguito al Genoa e infine Matera, dove al termine della stagione 1972-1973 concluse la carriera di calciatore.

### Allenatore
Dopo aver esordito da allenatore in Serie C con il Matera e dopo altre due stagioni a Campobasso e Marsala (lasciata per problemi con l'ambiente), Veneranda si trasferì a Palermo, anch'esso club in cui aveva già militato da calciatore, nella stagione 1976-1977. Guidò i rosanero alla finale di Coppa Italia della stagione 1978-1979, persa per 2-1 dopo i tempi supplementari contro la Juventus. All'inizio della sua esperienza in rosanero stava ancora seguendo il Supercorso per allenatori a Coverciano.
Successivamente si trasferì a Verona, ancora Palermo (esonerato nel marzo del 1981), e Foggia, per poi esordire su una panchina di Serie A con l'Avellino, dove ottenne con i biancoverdi il nono posto nella stagione 1982-1983. Nella stagione successiva rimane sulla panchina degli irpini per 9 giornate, fino all'esonero a vantaggio di Ottavio Bianchi. Venne chiamato ad allenare il Cagliari e poi, dopo aver ancora una volta salvato sul campo il Palermo (subentrando ad Angelillo nel corso della stagione 1985-1986, chiusa con la radiazione dei rosanero) il Taranto, la Triestina ed infine il Messina, dove terminò la sua carriera nel 1992.

## Palmarès

### Giocatore

#### Competizioni nazionali
- Coppa Italia: 1

Fiorentina: 1960-1961
- Campionato italiano Serie C: 1

Prato: 1962-1963
- Campionato italiano di Serie B: 2

Brescia: 1964-1965
Palermo: 1967-1968

#### Competizioni internazionali
- Coppa delle Coppe: 1

Fiorentina: 1960-1961
- Coppa delle Alpi: 1

Fiorentina: 1961

### Allenatore

#### Competizioni nazionali
- Serie D: 1

Campobasso: 1974-1975